# 蒼白色
蒼白色（そうはく-しょく）は色の一つ。青白（あおじろ）とも。JIS慣用色名には含まれない。同名で2系統の色がある。

## 紅系統の蒼白
「顔面蒼白」という時の色。血の気の赤味が抜けて白く濁った色。「紅みの明るい灰」。

## 青系統の蒼白
いわゆる青白い色。「青みの白」。